# Porpetto
Porpetto là một đô thị ở tỉnh Udine trong vùng Friuli-Venezia Giulia thuộc Ý, có cự ly khoảng 50 km về phía tây bắc của Trieste và khoảng 25 km về phía nam của Udine. Tại thời điểm ngày 31 tháng 12 năm 2004, đô thị này có dân số 2.717 người và diện tích là 19,7 km².
Đô thị Porpetto có các frazioni (đơn vị cấp dưới, chủ yếu là các làng) Castello, Corgnolo, và Pampaluna.
Porpetto giáp các đô thị: Castions di Strada, Gonars, San Giorgio di Nogaro, Torviscosa.